# فو هونغ كوانغ
فو هونغ كوانغ (بالفيتنامية: Võ Hoàng Quảng) هو لاعب كرة قدم فيتنامي في مركز الدفاع، ولد في 2 مايو 1987 في دا نانغ في فيتنام. شارك مع منتخب فيتنام تحت 23 سنة لكرة القدم ومنتخب فيتنام لكرة القدم. أما مع النوادي، فقد لعب مع نادي إس إتش بي دا نانغ ونادي هانوي.

## وصلات خارجية
- فو هونغ كوانغ على موقع قاعدة بيانات كرة القدم.إي يو (الإنجليزية)
- فو هونغ كوانغ على موقع Soccerway.com (الإنجليزية)